# Dickinson (Dakota Północna)
Dickinson – miasto w hrabstwie Stark, w stanie Dakota Północna, w Stanach Zjednoczonych. W 2009 roku miasto liczyło 16 265 mieszkańców.
Dickinson położone jest nad rzeką Heart, będącą dopływem Missouri. Około 60 km na zachód od miasta znajduje się Park Narodowy Theodore Roosevelt.
Przez miasto przebiega autostrada międzystanowa nr 94.